# Forum 66
Forum 66 (weiterer Projektname Hang Lung Plaza) ist ein Gebäudekomplex im chinesischen Shenyang. Ein 351 Meter hoher Wolkenkratzer (Tower 1) wurde 2015 fertiggestellt. Ein zweiter Wolkenkratzer mit einer geplanten Höhe von 384 Metern (Tower 2) befindet sich Stand 2021 im Baustopp.
Das Bauprojekt wurde im Jahr 2007 der Öffentlichkeit vorgestellt. Auftraggeber ist das Immobilienunternehmen Hang Lung Properties. Für die Planung des Komplexes wurde das amerikanische Architekturbüro Kohn Pedersen Fox beauftragt, bevor 2008 schließlich die Bauarbeiten begannen. Die Fertigstellung war ursprünglich für das Jahr 2013 geplant, Anfang 2013 wurden die Bauarbeiten  jedoch aus wirtschaftlichen Gründen unterbrochen.